# Åsa Bodén
Åsa Christina Bodén, född 6 december 1942, är en svensk meteorolog. Hon blev 1976 den första kvinnliga väderrapportören i Rapport.

## Biografi

### Yrkesliv
Bodén debuterade som tv-meteorolog i Rapport den 11 december 1976 och blev inom kort rikskänd. År 1982 blev hon avstängd av SVT, då hon hade yttrat sig i den politiskt känsliga frågan om löntagarfonder i fondmotståndarnas broschyr Näringslivets ekonomifakta med orden "Egentligen vet jag alldeles för lite. Men jag tycker inte man ska genomföra fonderna". Olof Palme skrev ett öppet brev till SVT på Aftonbladets förstasida, där han menade att hon blivit orättvist behandlad, men SVT ändrade sig inte. Bodén fortsatte att arbeta som meteorolog på SMHI i Norrköping en bit in på 2000-talet och 1991 gjorde hon en kortare comeback i TV.

### Uppmärksamhet
Hennes frisyr och glasögon blev omdiskuterade och 1981 utnämndes hon till "Sveriges sexigaste tjej" av Expressen.
Låten "Åsa Bodén" var en svensk version av Village Peoples hit "YMCA" framförd av Byfånarna, ett projekt med Björn Skifs i centrum. Låten hamnade i oktober 1980 på Svensktoppen, där den låg i en vecka.